# Concord Mountains
Die Concord Mountains sind ein verästeltes System von Gebirgszügen im Nordwesten des ostantarktischen Viktorialands, das aus der Everett Range, der Mirabito Range, der King Range, dem Leitch-Massiv der East Quartzite Range und der West Quartzite Range besteht.
Kartografisch erfasst wurde das Gebiet durch Vermessungsarbeiten des United States Geological Survey und mithilfe von Luftaufnahmen der United States Navy zwischen 1960 und 1963. Die Nordgruppe einer Kampagne im Rahmen der New Zealand Geological Survey Antarctic Expedition, die das Gebiet zwischen 1963 und 1964 erkundete, benannte das Gebirge nach der bei der Erforschung des Gebiets zwischen fünf Nationen vorherrschenden Eintracht (englisch: concord).

## Weblinks

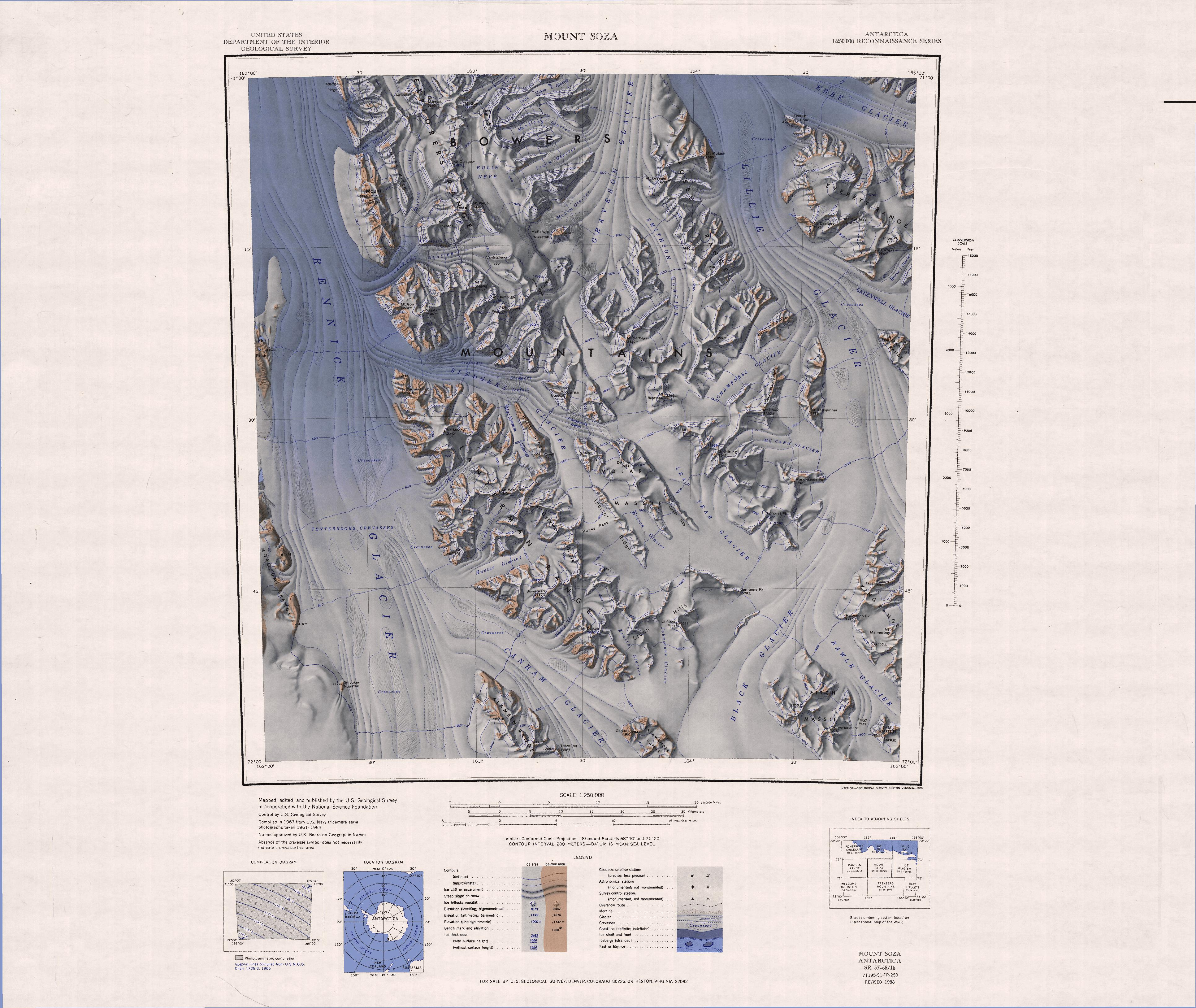
Concord Mountains am rechten Kartenrand
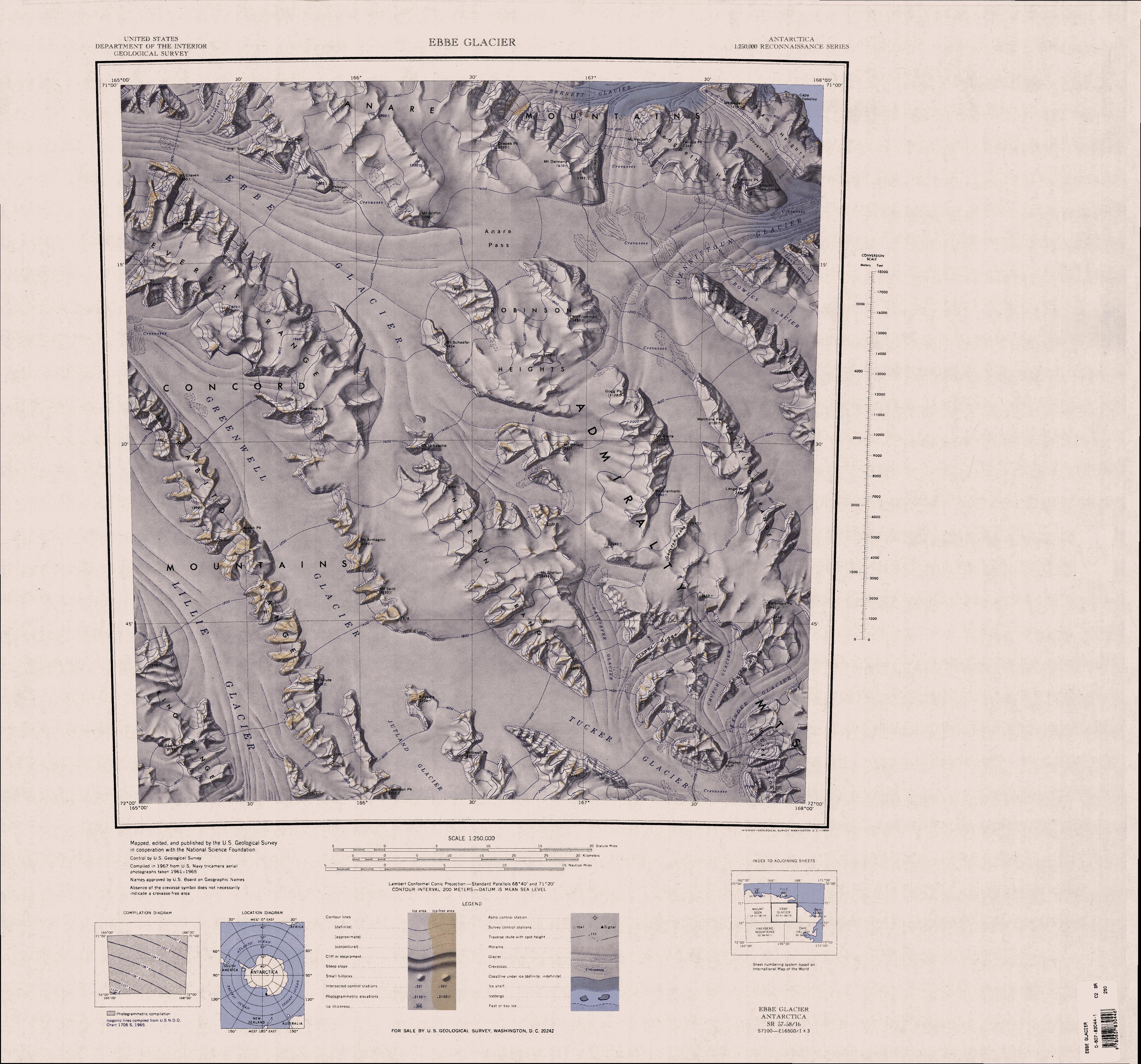
Concord Mountains und Admiralitätsberge